# Абадан
 Тази статия е за града в Иран.  За шахрестана вижте Абадан (шахрестан).  За острова вижте Абадан (остров).
Абадан (на персийски: آبادان) е град в югозападната част на Иран, административен център на шахрестана Абадан в провинция Хузестан. Населението му е около 218 000 души (2006).

## География
Абадан се намира на 3 метра надморска височина на едноименния остров между два ръкава на река Шат ал-Араб, на самата граница с Ирак и на 50 километра северно от бреговете на Персийския залив.

## История
Селището и островът, на което е разположен, са известни от Античността под имена като Апхана и Апхадана – с персийското значение на воден пост, заради стратегическото им положение в тогавашното устие на Тигър. По късна псевдоетимология свързва името с арабски военачалник на име Абад ибн Хосайн. Споменава се от Херодот като Аракс.]
Абадан остава малко пристанище в устието на Тигър до 1912 година, когато там е завършена първата петролна рафинерия на Англо-персийската нефтена компания. През следващите години градът бързо се разраства като основно пристанище за износ на иранския нефт и един от най-големите нефтопреработвателни центрове в света.
През 80-те години, по време на Ирано-иракската война, намиращият се в зоната на най-активни военни действия 300-хиляден град е почти изцяло разрушен и цялото му население е изселено. След края на войната Абадан бавно се възстановява, отново около подновилата работата си през 90-те години петролна рафинерия.

## Икономика
В града е разположен голям нефтопреработвателен завод, един от най-големите в света. Развити са и нефтохимическата промишленост и износът на нефтени продукти.

## Инфраструктура
Има аерогара на 10 км от града и пристанище за нефтопродукти, достъпно за океански съдове. Има нефтопроводи от Лали, Гечсаран и др.